# Niklas Andersson (ishockeyspelare född 1971)
Niklas Andersson, född 20 maj 1971 i Ytterby, är en före detta svensk ishockeyspelare. Han spelade 1991–2001 i NHL och både dessförinnan och efteråt ett antal år i Frölunda Indians i Elitserien. Niklas Andersson är far till ishockeyspelaren Lias Andersson.

## Karriär
Niklas Andersson började sin karriär i Ytterby Hockey Klubb (YHK), nuvarande Kungälvs Ishockeyklubb, innan han 1987 kom som junior till Västra Frölunda HC i Division I och var med att spela upp klubben till Elitserien. Niklas valdes av Quebec Nordiques som nummer 68 totalt i NHL-draften 1989, spelare nummer fem i den fjärde rundan. Han har spelat för följande lag i Nordamerika; Halifax Citadels (AHL), Quebec Nordiques (NHL), Cornwall Aces (AHL), Denver Grizzlies (IHL), Utah Grizzlies (IHL), New York Islanders (NHL), Kentucky Thoroughblades (AHL), San Jose Sharks (NHL), Chicago Wolves (IHL), Nashville Predators och Calgary Flames (båda NHL).
Han återvände till Elitseriespel 2001 och vann SM-guld 2003 och 2005 med Frölunda Indians. Han vann SM-guldet 2003 tillsammans med brodern Mikael Andersson. Han har tilldelats Guldpucken, till säsongens främste spelare i Elitserien i ishockey och Sveriges herrlandslag i ishockey, och Guldhjälmen, för  Elitseriens mest värdefulla ishockeyspelare, framröstad av Elitseriens spelare. Under lockout-säsongen 2005 var det Andersson som sköt SM-guldet till Frölunda efter ett mål i sudden death mot Färjestad.
I Sveriges ishockeylandslag har han spelat 88 A-landskamper, 2 B-landskamper och 68 junior-landskamper. Han startade sin landslagskarriär med Canada Cup 1991 och var där med och erövrade en tredjeplats. I världsmästerskapet i ishockey har han lyckats erövra tre silver och ett brons.
Den 9 mars 2011 bestämde sig Andersson för att sluta helt med hockeyn. Han spelade totalt 763 matcher för Frölunda HC under 14 säsonger.
Den 21 oktober 2017 hissades Anderssons tröja, med nummer 24 på ryggen, upp i taket i Frölundas hemmaarena Scandinavium i Göteborg. Tröjan blev klubbens sjunde att hissas. Ceremonin för att hedra Anderssons insats för klubben, genomfördes före nedsläpp i SHL-matchen mot Skellefteå AIK samma dag.
Anderssons son, ishockeyspelaren Lias Andersson, bar sin fars gamla nummer fram till matchen, varefter han blev tvungen att byta då numret anses pensionerat enligt Frölunda Indians klubbstadgar. Lias valde då tröjnummer 61.
Niklas Andersson är gift med tv-producenten Jessica Hagerbo Andersson.

## Klubbar
- Västra Frölunda HC (1987–1991), Division I/Elitserien
- Halifax Citadels (1991–1993), AHL
- Quebec Nordiques (1992–1993), NHL
- Cornwall Aces (1993–1994), AHL
- Denver Grizzlies (1994–1995), IHL
- New York Islanders (1995–1997), NHL
- Utah Grizzlies (1995–1998), IHL
- San Jose Sharks (1997–1998), NHL
- Kentucky Thoroughblades (1997–1998), AHL
- Chicago Wolves (1997–2001), IHL
- New York Islanders (1999–2000), NHL
- Nashville Predators (1999–2000), NHL
- Calgary Flames (2000–2001), NHL
- Frölunda HC (2001–2011), Elitserien

## Meriter
- Canada Cup-trea 1991
- World Cup-brons 1996
- VM-silver: 1997, 2003, 2004
- VM-brons: 2002
- SM-silver: 2006
- SM-guld: 2003, 2005

## Personliga meriter
- 2006 Flest assists Elitserien, 38 stycken på 50 matcher
- 2003 Guldpucken
- 2003 Guldhjälmen
- 1986 Bäste forward TV-Pucken